# Guardia Amazzone
La Guardia Amazzone era il nome non ufficiale dato in occidente a un reparto di guardie del corpo d'élite libico tutto al femminile, ufficialmente noto come le Suore della Rivoluzione (In arabo الراهبات الثوريات ), incaricate di proteggere l’ex leader della Libia, Muammar Gheddafi.

## Storia
Il gruppo si è formato all'inizio degli anni '80, dopo le dimissioni ufficiali di Gheddafi da capo dello stato libico, per assumere il titolo di "Guida e Comandante della Rivoluzione della Gran Giamahiria Araba Libica".
Secondo lo storico militare Joseph T. Stanik, Gheddafi avrebbe impiegato un gruppo di donne come guardia presidenziale perché credeva che un uomo armato arabo avrebbe avuto difficoltà a sparare contro delle donne. È stato anche affermato da altri autori che era solo un aspetto della eccentricità del dittatore e della sua predilezione a circondarsi di giovani donne.
Era formato da circa 200 unità. Gheddafi di solito viaggiava con 15 delle sue guardie amazzoni assegnate alla sicurezza.
Le candidate alla Guardia Amazzone, non sempre volontarie,  erano scelte personalmente da Gheddafi, erano tenute a prestare giuramento di castità, e quindi venivano addestrate all’uso di armi da fuoco e alle arti marziali presso una speciale accademia, creata nel 1983.
Erano ospitate in un edificio appartenente alla Brigata 77, al centro di un complesso di hangar a Tripoli.
Nel 1998, una delle guardie del corpo di Gheddafi fu uccisa e altre sette rimasero ferite quando i fondamentalisti islamici in Libia tesero un'imboscata al corteo di Gheddafi. La guardia morta, Aisha, che sarebbe stata una delle sue preferite, si lanciò sul corpo di Gheddafi per fermare i proiettili.
Queste guardie del corpo furono sciolte quando il leader libico fu deposto e ucciso nel 2011. Dopo la sua morte le donne denunciarono abusi sessuali da parte del dittatore, dei suoi figli e di alti funzionari.